# Bella Swanová

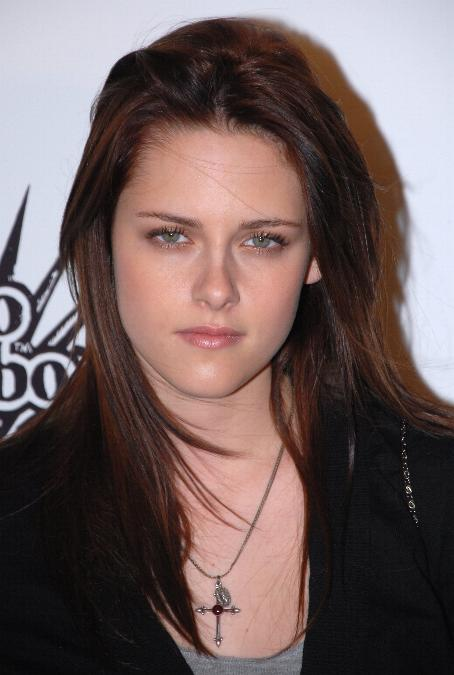

Isabella Marie "Bella" Swanová Cullenová je fiktivní postava románové ságy Stmívání. Ve filmovém provedení ztvárnila hlavní hrdinku herečka Kristen Stewartová.

## Život
Isabella Marie Swanová se narodila 13. září 1987 manželům Renee a Charliemu Swanovým v malém městě Forks. Když bylo Belle 6 měsíců, její matka Charlieho opustila a přestěhovala se nejprve do Kalifornie a poté do Phoenixu v Arizoně. Od svých 9 let Bella vždy trávila jeden měsíc letních prázdnin se svým otcem ve Forksu, ale protože toto město nikdy neměla ráda, později od toho upustili a Charlie jezdil za ní do Phoenixu. Později se její matka seznámila s hráčem baseballu Philem, za kterého se i vdala. Phil rád cestuje, a tak se Bella rozhodla přestěhovat k otci, aby mohla její matka cestovat spolu s ním. Ve Forksu se Bella seznamuje se zvláštním spolužákem Edwardem Cullenem, o kterém zjistí, že je upír. Bella si neuvědomila, že čím blíže se k němu dostává, tím většímu riziku vystavovala sebe i své blízké. Jejich vzájemná přitažlivost byla příliš silná. Když se Bella stala cílem sadistického upíra Jamese, Edward ji zachránil. Bella chtěla být přeměněna na upírku, to ale Edward odmítal.